# Белый плен
«Белый плен» (англ. Eight Below; а также «Антарктика») — художественный фильм 2006 года о выживании собак в Антарктике. Ремейк японского фильма 1983 года «Антарктическая история», основанного на реальных событиях.

## Сюжет
Действие фильма происходит на бескрайних просторах Антарктики в 1993 году. Сотрудник антарктической станции Джерри Шеппард и профессор университета Девис Макларен отправились на собачьих упряжках на поиски метеорита. На обратном пути профессор сломал ногу и побывал в ледяной воде, а Джерри требовалась помощь при обморожении. Из-за сильной бури состав станции эвакуировали, а 8 собак северной ездовой породы остались.
Сперва предполагалось вернуться через несколько дней, но продолжавшаяся буря, а затем и наступление зимы этого не позволили. Собакам пришлось выживать антарктической зимой одним на протяжении примерно шести месяцев. В конце концов в живых осталось шесть из восьми собак. Джек не сорвался с цепи и замёрз, Дьюи сорвался с обрыва. Третья — вожак «стаи» Майя — была ранена морским леопардом, но это произошло незадолго до возвращения Джерри, поэтому собака была спасена.
Сюжет фильма основан на реальных событиях 1958—1959 годов, когда две из 15 оставленных на антарктической станции собаки, Таро и Дзиро, смогли пережить зиму и дождались возвращения людей.

## В ролях
| Актёр         | Роль           |
| ------------- | -------------- |
| Пол Уокер     | Джерри Шеппард |
| Брюс Гринвуд  | Девис Макларен |
| Джейсон Биггз | Чарли Купер    |
| Мун Бладгуд   | Кэти           |

Собаки: (В порядке — основной актёр, дублёр для съёмок в упряжке):
- Макс — DJ, Timba
- Майя — Koda Bear, Jasmine
- Шорти — Jasper, Lightning
- Джек — Apache, Buck
- Дьюи — Floyd, Ryan
- Труман — Sitka, Chase
- Бак — Dino, Flapjack
- Шедоу — Noble, Troika

## Создание фильма
«Белый плен» — ремейк японского фильма 1983 года «Антарктическая история», который, в свою очередь, основан на реальных событиях 1958 года.
В съёмках фильма участвовало более 30 собак. Макс, Майя, Джек и Бак уже снимались в другом фильме о собаках «Снежные псы».
В телеинтервью Пол Уокер рассказал, что на съёмках из всех псов-героев фильма ему больше всего понравился Шорти.

## Награды и номинации
Фильм получил награду ASCAP за лучшую музыку к фильму. В 2006 году фильм был номинирован на премию Satellite в категории «Лучшее DVD-издание для молодёжи».